# Isla Zalzala
La Isla Zalzala o bien Zalzala Jazeera (en urdu: جزیرہ زلزلہ‎, Isla Terremoto) fue una pequeña isla, posiblemente un volcán de lodo, que se ubicó en el Mar Arábigo, cerca de Gwadar, en Balochistán, Pakistán. Emergió del mar durante el terremoto de 7.7 grados de magnitud, ocurrido en esa misma provincia el 24 de septiembre del 2013. Tal como fue predicho por geólogos, la isla comenzó a resumergirse, con imágenes satelitales indicando que la isla se sumergió tres metros desde que surgió para luego a finales de 2016, haya sido notificada que había completamente desaparecido. La isla podría haber sido una formación temporal.
La isla fue bautizada como Zalzala Jazeera o "Isla Terremoto", se ubicó entre 110 metros (350 pies) y 1,6 km (1 milla) de la costa, con una altura de 6 a 12 metros (20-40 pies) y alrededor de 30 m (100 pies) de ancho, aunque las cifras no fueron verificadas científicamente.

## Galería

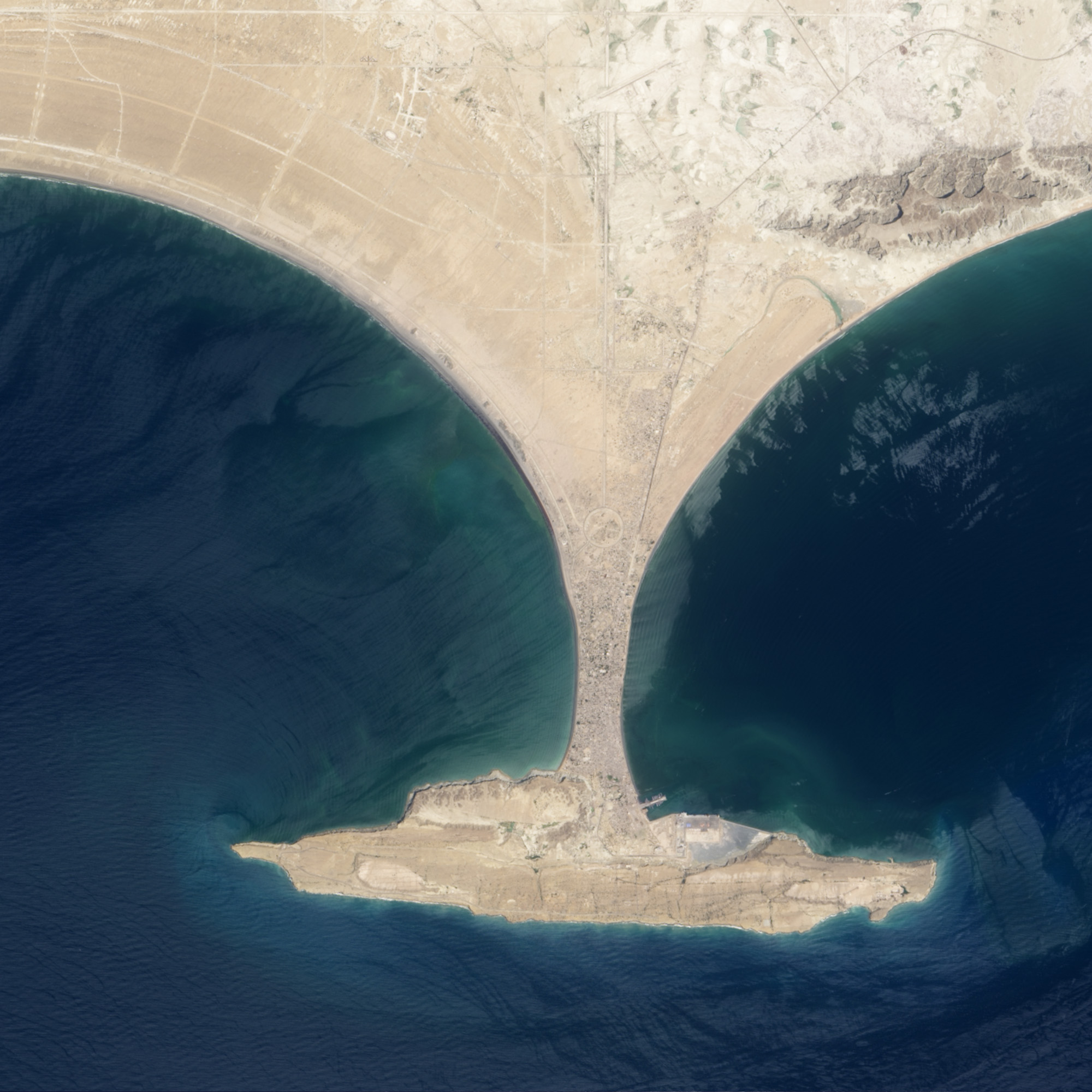
Vista satelital de Zalzala.
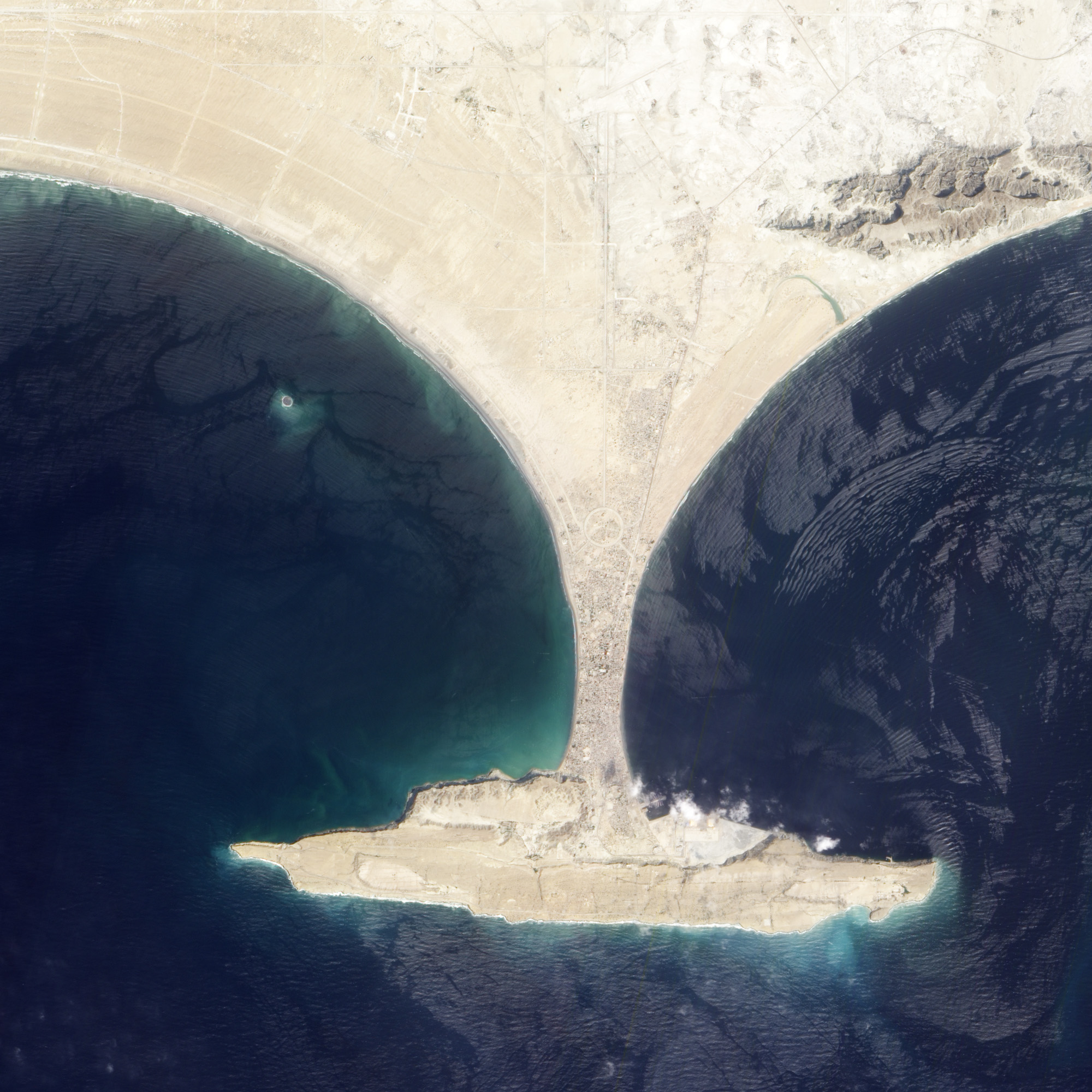
Zalzala en formación.